# كاستيلبايسبال
بلدية كاستيلبيسبال (بالكاتالانية: Castellbisbal) هي إحدى بلديات مقاطعة برشلونة، والتي تقع في منطقة كاتالونيا، شرق إسبانيا.
يبلغ عدد سكانها 11.540 نسمة وفقاً لإحصائية سنة (2007).